# Усть-Илимская ГЭС
Усть-Или́мская ГЭС — гидроэлектростанция на реке Ангаре в городе Усть-Илимске Иркутской области. Является третьей ступенью Ангарского каскада ГЭС и четвёртой по мощности гидроэлектростанцией России, уступая только Саяно-Шушенской, Красноярской и Братской ГЭС. Сооружения станции образуют Усть-Илимское водохранилище, одно из крупнейших по объёму в России.
Строительство Усть-Илимской ГЭС было начато в 1962 году как следующий этап освоения гидроэнергетического потенциала Ангары. Первый гидроагрегат станции был пущен в 1974 году, последний — в 1979 году. Станция играет важную роль в обеспечении надёжного функционирования Объединённой энергосистемы Сибири, всего за время эксплуатации Усть-Илимская ГЭС выработала более 900 млрд кВт·ч возобновляемой электроэнергии. Наряду с Братской ГЭС, эта гидроэлектростанция стала основой крупного Братско-Усть-Илимского территориально-производственного комплекса. Следствием строительства Усть-Илимской ГЭС стало появление города Усть-Илимска и крупного Усть-Илимского лесопромышленного комплекса.

## Природные условия
Усть-Илимская ГЭС расположена на реке Ангаре, в 302 км ниже Братской ГЭС, в створе Толстый мыс, где долина реки сужается до 800 м. Долина Ангары в створе станции имеет асимметричную форму, левый берег крутой, возвышающийся на 100—120 м, правый — относительно пологий, обрывающейся к реке 15-метровым уступом. В основании сооружений ГЭС залегает перекрытая осадочными отложениями мощная трапповая интрузия, сложенная диабазами. Среднегодовой расход Ангары в створе Усть-Илимской ГЭС составляет 3200 м³/с, максимальный расчётный расход воды (повторяемостью 1 раз в 10 000 лет) оценивается в 23 400 м³/с. Климат в месте расположения станции резко континентальный, особо суровый, со среднегодовой температурой минус 3,9°С. Годовая амплитуда колебаний температуры воздуха достигает 93°С, минимальная зимняя температура — минус 56°С, максимальная летняя — плюс 37°С. Продолжительность безморозного периода — 95 дней.

## Конструкция станции
Усть-Илимская ГЭС представляет собой мощную высоконапорную гидроэлектростанцию плотинного типа. Сооружения гидроузла включают в себя бетонную, каменно-земляную и земляную плотины, здание ГЭС и открытые распределительные устройства (ОРУ). Установленная мощность электростанции — 3840 МВт, гарантированная мощность — 2365 МВт, проектная среднегодовая выработка электроэнергии — 21 800 млн кВт·ч, фактическая среднегодовая выработка электроэнергии — 21 200 млн кВт·ч. Судопропускными сооружениями Усть-Илимский гидроузел не оборудован.

### Плотины
Напорный фронт Усть-Илимской ГЭС образуют массивная гравитационная бетонная плотина, левобережная каменно-земляная плотина и правобережная земляная плотина. Бетонная плотина объёмом 3,8 млн м³ имеет общую длину 1475 м и максимальную высоту 105 м. Конструктивно плотина разрезана поперечными швами на секции длиной 22 м и разделяется на три части: русловую (длиной 638 м), левобережную глухую и правобережную глухую (общей длиной 837 м). Русловой участок плотины, в свою очередь, делится на станционную и водосливную части. В теле плотины с шагом по высоте 15 м находятся продольные и поперечные смотровые галереи. Для отвода фильтрующейся через плотину воды имеется дренаж, состоящий из отверстий диаметром 30 см. Также дренажная система из двух рядов дренажных скважин устроена в основании плотины. Кроме того, в основании плотины для защиты от фильтрации на протяжении 10 секций выполнена двухрядная цементационная завеса глубиной 45 м.
В станционной части плотины длиной 396 м расположены 18 водоприёмников, оборудованных сороудерживающими решётками и плоскими затворами, а также проходящие в теле плотины турбинные водоводы диаметром 7,8 м. Пороги водоприёмников находятся на отметке 260 м. В водосливной части плотины длиной 242 м, находящейся в левобережной части гидроузла, расположены 11 водосливных пролётов шириной по 15 м (отметка порогов — 287,5 м), перекрываемых сегментными затворами. Для маневрирования затворами на гребне плотины смонтированы два козловых крана грузоподъёмностью по 180 т. Гладкая водосливная грань плотины заканчивается носком-трамплином, отбрасывающим поток в нижний бьеф, с гашением энергии падающей воды в яме размыва. Пропускная способность водосброса при нормальном подпорном уровне (НПУ) водохранилища составляет 8990 м³/с, при форсированном подпорном уровне (ФПУ) — 9700 м³/с. Максимальная пропускная способность гидроузла, с учётом пропуска воды через турбины, составляет 14 030 м³/с. В строительный период пропуск воды производился через временные водосбросные сооружения, представляющие собой семь донных отверстий размером 10 × 12 м и четыре водопропускных пролёта шириной по 12 м. В ходе строительства, после того как потребность в них исчезла, временные водосбросные сооружения были забетонированы.
Левобережная каменно-земляная плотина длиной 1710 м, максимальной высотой 28 м и шириной по гребню 19,8 м расположена между сопрягающим участком скального массива длиной 115 м и левым берегом. Имеет выгнутую в сторону нижнего бьефа форму, обусловленную рельефом местности. Плотина объёмом 1,705 млн м³ отсыпана из горной массы, имеет противофильтрационный экран из супеси, защищённый от размыва волнами железобетонными плитами. Правобережная земляная плотина длиной 538 м и максимальной высотой 47 м расположена между бетонной плотиной и правым берегом. Плотина намыта из мелкозернистых песков, объём плотины 3,124 млн м³.
По гребню плотин Усть-Илимской ГЭС проходят автомобильная дорога и пешеходный переход, движение по которым закрыто по соображениям безопасности с 2020 и 2022 годов соответственно.

### Здание ГЭС
Здание ГЭС, расположенное у правого берега, приплотинного типа, длина здания — 550 м (машинного зала — 440 м), ширина 25,2 м. Конструктивно здание разделяется на 18 агрегатных секций и секцию монтажной площадки. В машинном зале ГЭС установлено 16 гидроагрегатов мощностью по 240 МВт, оборудованных радиально-осевыми турбинами РО-810-ВМ-550, работающими на расчётном напоре 85,5 м (по другим данным — 86,5 м). Турбины имеют диаметр рабочего колеса 5,5 м, пропускную способность 315 м³/с и приводят в действие синхронные гидрогенераторы ВГС-1190/215-48УХЛ4 зонтичного типа. Гидротурбины изготовлены Ленинградским металлическим заводом, генераторы — заводом «Электросила» (оба предприятия в настоящее время входят в компанию «Силовые машины»). В здании ГЭС смонтированы два мостовых крана грузоподъёмностью по 350 тонн. Проектом станции предусмотрена возможность установки ещё двух гидроагрегатов, для которых создан необходимый строительный задел (водоприёмники, турбинные водоводы, конструкции здания ГЭС). Верхняя часть фасада здания ГЭС облицована розовым армянским туфом, нижняя часть представляет собой витраж из крупноразмерного стекла и анодированного алюминия. Цоколь здания ГЭС облицован полированными плитами из местного диабаза, полы машинного зала — красным и серым гранитом. К машинному залу примыкает административно-производственный корпус, в котором расположены центральный пульт управления станцией, узел связи, лаборатории, административные помещения, конференц-зал, столовая.

### Схема выдачи мощности
Гидроагрегаты выдают электроэнергию на напряжении 15,75 кВ и подключены к восьми трёхфазным трансформаторам (по схеме два генератора на один трансформатор) — двум ТЦ-630000/220 и шести ТЦ-630000/500, расположенным в пазухе между зданием ГЭС и плотиной. С трансформаторов электроэнергия передаётся по кабелям, проложенным в галереях, на открытые распределительные устройства напряжением 500 кВ и 220 кВ, расположенные на правом берегу. Для связи распределительных устройств друг с другом используются шесть однофазных автотрансформаторов АОДЦТН-167000/500.
Электроэнергия Усть-Илимской ГЭС выдаётся в энергосистему в общей сложности по 11 линиям электропередачи:
- ВЛ 500 кВ Усть-Илимская ГЭС — Братская ГЭС;
- ВЛ 500 кВ Усть-Илимская ГЭС — Братский ПП;
- ВЛ 500 кВ Усть-Илимская ГЭС — Усть-Кут № 1;
- ВЛ 500 кВ Усть-Илимская ГЭС — Усть-Кут № 2;
- ВЛ 500 кВ Усть-Илимская ГЭС — Усть-Кут № 3;
- ВЛ 220 кВ Усть-Илимская ГЭС — Сибирская с отпайкой на ПС № 6;
- ВЛ 220 кВ Усть-Илимская ГЭС — Сибирская с отпайками;
- ВЛ 220 кВ Усть-Илимская ГЭС — Рудногорская с отпайкой на ПС Тубинская;
- ВЛ 220 кВ Усть-Илимская ГЭС — Коршуниха с отпайкой на ПС Тубинская;
- ВЛ 220 кВ Усть-Илимская ГЭС — Таёжная I цепь с отпайкой на ПС № 3;
- ВЛ 220 кВ Усть-Илимская ГЭС — Таёжная II цепь.

- Сооружения и оборудование Усть-Илимской ГЭС
- Здание ГЭС
- Водосливная плотина
- Козловые краны на плотине
- Машинный зал
- Рабочее колесо гидротурбины
- Ротор генератора
- Силовой трансформатор
- Распределительное устройство

### Водохранилище
Напорные сооружения ГЭС образуют крупное Усть-Илимское водохранилище. Площадь водохранилища при нормальном подпорном уровне 1922 км², длина 290 км, максимальная ширина 12 км, площадь водосбора 785 тыс. км². Полная ёмкость водохранилища составляет 58,93 км³, полезная ёмкость — 2,74 км³. Водохранилище позволяет осуществлять сезонное регулирование стока — наполняется в половодье и срабатывается в меженный период. Отметка нормального подпорного уровня водохранилища составляет 296 м над уровнем моря (по Балтийской системе высот), форсированного подпорного уровня — 296,6 м, уровня мёртвого объёма — 294,5 м.

### Проходная
Проходная Усть-Илимской ГЭС считается произведением советского искусства, в 1979 году, спустя пять лет после запуска первого агрегата, советский художник-монументалист Герман Черёмушкин начал создание картины в честь строителей гидроэлектростанции.

## Последствия создания Усть-Илимской ГЭС

### Экономические последствия
Усть-Илимская ГЭС является четвёртой по мощности и третьей по среднегодовой выработке электроэнергии электростанцией России. В Иркутской области станция обеспечивает около трети всей выработки электроэнергии в регионе. Всего время эксплуатации Усть-Илимская ГЭС выработала более 900 млрд кВт·ч электроэнергии. Станция работает в базовой части графика нагрузок, привлекается к регулированию частоты и играет важную роль в обеспечении надёжной работы энергосистемы Сибири. Усть-Илимская ГЭС, наряду с Братской ГЭС, стала основой Братско-Усть-Илимского территориально-производственного комплекса, значительную часть её электроэнергии потребляют входящие в него предприятия алюминиевой, горно-добывающей и лесохимической промышленности. Также Усть-Илимская ГЭС является ключевым источником электроэнергии для Пеледуйского энергокольца, обеспечивающего энергоснабжение Байкало-Амурской магистрали, нефтепровода ВСТО, предприятий нефтегазовой и золотодобывающей промышленности. Вблизи станции были с нуля построены город Усть-Илимск с населением более 70 тысяч человек и крупный Усть-Илимский лесопромышленный комплекс.
Для обеспечения строительства Усть-Илимской ГЭС были построены автомобильная дорога и линии электропередачи напряжением 220 кВ от Братска до Усть-Илимска, железнодорожная ветка Хребтовая — Усть-Илимск, организован водный путь по Ангаре. В то же время Усть-Илимская ГЭС, как и другие гидроэлектростанции Ангарского каскада, не оборудована судопропускными сооружениями, что сделало сквозное судоходство по Ангаре невозможным (впрочем, из-за наличия порогов в среднем течении Ангары, сквозное судоходство по Ангаре отсутствовало и до строительства ГЭС). Водохранилище имеет собственное значение для судоходства — в середине 1980-х годов объём грузовых перевозок по нему составлял 12 млн т, лесосплава — около 1,2 млн м³, пассажирских перевозок — около 3500 человек в год. Усть-Илимское водохранилище используется для водоснабжения городов Усть-Илимск и Железногорск, Усть-Илимского лесопромышленного комплекса и Усть-Илимской ТЭЦ. Водохранилище имеет рыбопромысловое значение, в год в среднем вылавливается 430—450 т рыбы, в основном плотвы и окуня.
В зону затопления Усть-Илимского водохранилища попали 21,8 тыс. га сельскохозяйственных угодий (в том числе 12,3 тыс. га так называемой Илимской пашни), 127,8 тыс. га лесов и кустарников, Шестаковский сользавод, Нижнеилимский аэропорт, 261 километр автомобильных и 93 километра грунтовых дорог, 7 километров железных дорог, автомобильный и железнодорожный мосты через реку Илим. Всего в зону затопления попали 3160 жилых домов, 994 строения трех совхозов, 981 строение 34 предприятий и учреждений. Затопление сельскохозяйственных угодий компенсировалось освоением новых земель путём расчистки лестных массивов и мелиоративных работ, но качество вновь освоенных земель было более низким, чем затопленных. Были построены новые участки автомобильных и железных дорог, а также новые мосты вместо затопленных.

### Социальные последствия
В зону влияния Усть-Илимского водохранилища попал 61 населённый пункт в трёх районах — Нижнеилимском, Усть-Илимском и Братском, крупнейшими из которых являлись районный центр село Нижнеилимск (648 хозяйств), село Илимск (625 хозяйств), село Шестаково (638 хозяйств). Всего переселили около 15 тысяч человек. Людей переселили в новые посёлки, создаваемые вне зоны затопления и в город Железногорск, часть населения выбыла за пределы районов. В ходе подготовки ложа водохранилища к затоплению в 1967—1974 годах Институтом истории, философии и филологии СО АН СССР и Иркутским государственным университетом им. А. А. Жданова проводились археологические исследования, включая спасательные археологические раскопки, охватывавшие археологические памятники от эпохи верхнего палеолита до XVII века. Были разобраны и вывезены из Илимска Спасская башня Илимского острога и Казанская церковь, впоследствии собранные в архитектурно-этнографическом музее «Тальцы» вблизи Иркутска. В то же время, ряд старинных построек, таких как Введенская и Иоанно-Предтеченская церкви, были утрачены.

### Экологические последствия
При подготовке ложа Усть-Илимского водохранилища было затоплено 5 млн м³ древесины, из которых 0,9 млн м³ всплыли, что привело к захламлению водохранилища плавающей древесиной, особенно в первые три года эксплуатации. К 1985 году с поверхности водохранилища было собрано 0,848 млн м³ плавающей древесины. На покрытой лесами площади 25 тысяч га в береговой зоне повысился уровень грунтовых вод, что привело ухудшению условий роста деревьев; в то же время, на ранее засушливых участках слабое или умеренное подтопление привело к повышению прироста древесной массы. В водосборном бассейне сократилась численность некоторых видов — зайца-беляка, полёвки, ондатры, ласки, горностая, лисицы. Произошли изменения в ихтиофауне, доминирующее положение стали занимать менее ценные виды рыб. Произошло небольшое изменение микроклимата вблизи водохранилища в сторону уменьшения континентальности климата.

## История строительства

### Проектирование
Первые серьёзные работы по изучению Ангары были выполнены в 1887—1890 годах под руководством инженера Черцова по заданию Министерства путей сообщения. В ходе них был создан план реки и подробно изучены порожистые участки, в результате чего были выполнены работы по приспособлению реки для судоходства, в частности, в районе Падунского порога устроено сложное и громоздкое приспособление для провода судов. В 1917 году также по заданию этого министерства была проведена рекогносцировочная съёмка реки в более крупном масштабе, на основании которых инженером А. Вельнером по заданию комиссии ГОЭЛРО была подготовлена записка «Водные силы Ангары и возможность их использования». В записке, помимо прочего, обосновывалась возможность строительства на Ангаре 11 гидроэлектростанций общей мощностью около 2000 МВт. По итогам анализа этой работы в плане ГОЭЛРО был отмечен значительный гидроэнергетический потенциал Ангары, но при этом отмечалось, что малоизученность реки, сложность и высокая стоимость работ по строительству на ней крупных ГЭС не позволяют запланировать гидроэнергетическое строительство в период действия плана (ближайшие 10-15 лет).
В 1923 году американский инженер Веннет по заданию треста «Ангарометалл» создал план исследования ангарских порогов и провёл расчёты их мощности. В 1924—1925 годах при пересмотре плана ГОЭЛРО В. М. Малышевым была выполнена работа «Ленобайкальская область и перспективы её электрификации», в которой были определены конкретные показатели запасов гидроэнергии реки. Это позволило получить финансирование на исследовательские работы, которое начало выделяться в небольших объёмах с 1926 года. На эти средства, в частности, были организованы на Ангаре гидрологические посты. В 1930 году академиком И. Г. Александровым был разработан план комплексных исследований гидроэнергетического потенциала Ангары. В 1931 году все работы в этом направлении были сосредоточены в Управлении работ по изучению Ангарской проблемы при Энергоцентре, финансирование изыскательских работ было значительно увеличено. С 1932 года, с созданием Всесоюзного треста «Гидроэлектропроект» (позднее «Гидроэнергопроект»), работы концентрируются в специально созданном при нём подразделении — Бюро Ангары. В 1932 году в докладе на Первой всесоюзной конференции по развитию производительных сил СССР была предложена схема гидроэнергетического использования Ангары, включающая Шаманскую ГЭС, расположенную ниже Братской ГЭС. В 1935 году руководитель Бюро Ангары В. М. Малышев в книге «Гипотеза решения Ангарской проблемы» предложил освоение гидроэнергетического потенциала Ангары шестью гидроэлектростанциями, одна из которых располагалась в районе Шаманских порогов и должна была иметь мощность 2000 МВт при напоре 65,8 м. Хотя в итоге Усть-Илимская ГЭС была построена в другом створе ниже по течению, отметка нормального подпорного уровня её водохранилища отличалась от уровня водохранилища Шаманской ГЭС, предложенной Малышевым, всего на 1 метр.
Проектные работы по Усть-Илимской ГЭС были начаты не позднее 1955 года, когда распоряжением Совета министров РСФСР институту «Росгипрозем» было поручено разработать проектные предложения по выбору створа станции и составить проектное задание по перемещению населения и организаций из зоны затопления. В 1959 году в селе Невон Усть-Илимского района была размещена Ангарская комплексно-изыскательская партия «Гидропроекта», были начаты инженерные изыскания для проектирования Усть-Илимской ГЭС. В сентябре 1960 года Государственная комиссия выбрала для сооружения Усть-Илимской ГЭС створ на Ангаре в 20 км ниже впадения реки Илим, у скалистого Толстого мыса; в качестве альтернативы рассматривался створ в Бадарминском сужении, расположенный в нескольких километрах выше впадения реки Илим . Проектное задание Усть-Илимской ГЭС было завершено в 1962 году московским отделением института «Гидропроект», главный инженер проекта Г. К. Суханов. Основной объём проектных и изыскательских работ по Усть-Илимской ГЭС был выполнен после 1962 года, проектное задание станции было окончательно утверждено 10 марта 1966 года. Согласно проекту, станция должна была иметь мощность 4320 МВт (18 гидроагрегатов), но в ходе строительства от монтажа двух гидроагрегатов второй очереди было решено отказаться.

### Строительство
Строительство Усть-Илимской ГЭС было санкционировано Постановлением ЦК КПСС и Совета Министров СССР от 8 июня 1962 года, после чего «Братскгэсстроем» 22 августа 1962 года был издан приказ о развороте подготовительных работ по строительству станции. Фактически же первые работы по сооружению Усть-Илимской ГЭС были начаты в 1961 году (по другим данным — в феврале 1962 года) со стартом строительства дороги от Братска до Усть-Илимска. Возведение новой станции продвигалось руководителем «Братскгэсстроя» Иваном Наймушиным как следующий этап гидроэнергетического освоения Ангары, и первоначально финансировалось за счёт средств, сэкономленных на строительстве Братской ГЭС. Строительство станции велось Управлением строительства Усть-Илимской ГЭС, входящим в состав «Братскгэсстроя».
Первая группа гидростроителей прибыла к створу Усть-Илимской ГЭС 23 ноября 1962 года. До 1966 года продолжался подготовительный этап стройки — возведение дорог, линий электропередачи для энергоснабжения стройки, жилья строителей, производственной базы. В 1965 году был официально образован рабочий посёлок (впоследствии — город) Усть-Илимск, к концу года в нём проживали 2200 человек. Строительные работы на основных сооружениях Усть-Илимской ГЭС были начаты в марте 1966 года. Отсыпка перемычек левобережного котлована в русле Ангары стартовала в августе 1966 года (по другим данным — в августе 1965 года) и была завершена в феврале 1967 года, но вскоре в результате ледяного затора в реке поднялся уровень воды, что вызвало разрушение перемычек. Их восстановление было завершено в мае 1967 года, а в сентябре того же года строители начали откачку воды из котлована. Первый кубометр бетона в основание плотины был уложен 22 апреля 1968 года, при этом бетонные работы, связанные с подготовкой основания плотины, были начаты ранее.
10 августа 1969 года был затоплен левобережный котлован, а 13 августа того же года состоялось перекрытие Ангары, сток реки стал проходить через временные водосбросные отверстия плотины. В феврале 1970 года была начата укладка бетона в правобережном котловане в станционную часть плотины, а в апреле 1972 года — в здание ГЭС. 11 октября 1974 года было начато наполнение Усть-Илимского водохранилища. Первый гидроагрегат Усть-Илимской ГЭС был пущен 20 декабря 1974 года, до конца года были введены в эксплуатацию ещё два гидроагрегата, они вводились в работу на пониженном напоре, при отметке уровня водохранилища 269 м. В 1975—1977 годах ежегодно вводились в эксплуатацию по четыре гидроагрегата, последний гидроагрегат был пущен 31 марта 1979 года.
В постоянную эксплуатацию Усть-Илимская ГЭС была принята Государственной комиссией 12 декабря 1980 года с оценкой «отлично», на чём её строительство было официально завершено. В ходе строительства станции было уложено 4170 тысяч м³ бетона, произведена выемка и насыпь 9756 тысяч м³ мягких и скальных грунтов, а также насыпь 1371 тысяч м³ каменной наброски, дренажей и фильтров, смонтировано 49,8 тысяч тонн металлоконструкций и механизмов. Сметная стоимость строительства составила 1133,7 млн рублей (в ценах 1969 года), при этом стоимость сооружения самой станции составила 719,2 млн рублей (остальные затраты пришлись на подготовку ложа водохранилища, строительство жилья и т. п.). При этом за счёт выработки электроэнергии в период строительства Усть-Илимская ГЭС к сентябрю 1979 года окупила затраты на своё создание. По удельным затратам бетона на единицу мощности и выработки Усть-Илимская ГЭС являлась одной из самых экономичных крупных гидроэлектростанций в мире.

## Эксплуатация
Усть-Илимская ГЭС начала работать в декабре 1974 года, более чем за пять лет до завершения строительства, и к моменту пуска последнего гидроагрегата произвела 59 млрд кВт·ч электроэнергии.
В 2016—2018 годах на четырёх гидроагрегатах Усть-Илимской ГЭС (станционные номера 3, 4, 10, 12) были заменены рабочие колёса гидротурбин, которые отличаются иной конструкцией (изменена форма лопастей, их число уменьшено с 16 до 14) и более высокой эффективностью (рост КПД на 5 %). В 2024 году была завершена реконструкция распределительного устройства, что позволило обеспечить выдачу мощности станции в восточном направлении, в сторону подстанции Усть-Кут. Принята программа модернизации станции, рассчитанная до 2046 года, в рамках которой планируется заменить трансформаторы, генераторы и другое оборудование. На первом этапе, начиная с конца 2024 года, планируется произвести замену маслонаполненных кабелей напряжением 500 кВ на кабели с изоляцией из сшитого полиэтилена.

## Собственник и руководство
С момента ввода в эксплуатацию Усть-Илимская ГЭС входила в состав регионального энергетического управления «Иркутскэнерго». При образовании в 1992 году ОАО «Иркутскэнерго» станция вошла в его состав, за исключением плотин, которые остались в федеральной собственности и были арендованы «Иркутскэнерго». Распоряжением Правительства РФ от 29.12.2010 плотины внесли в уставной капитал ОАО «РусГидро». В 2016 году плотины были проданы «РусГидро» группе «Евросибэнерго» (в состав которой к тому времени входило «Иркутскэнерго»). С 2018 года собственником Усть-Илимской ГЭС является ООО «ЕвроСибЭнерго-Гидрогенерация» (входит в группу En+), позднее переименованное в ООО «Эн+ Гидро» (входит в состав АО «Эн+ Генерация»).

## Усть-Илимская ГЭС в культуре
- Песня композитора Александры Пахмутовой, поэтов Николая Добронравова и Сергея Гребенникова «Письмо на Усть-Илим» была создана по просьбе строителей Усть-Илимской ГЭС[63].
- Повесть Валентина Распутина «Прощание с Матёрой», опубликованная в 1976 году, написана по мотивам переселения населённых пунктов, оказавшихся в зоне затопления Усть-Илимского водохранилища[29].
- Гимн Усть-Илимской ГЭС написан Натальей Володиной, композитор Татьяна Юшина[64].